# Simon Brenner
Simon Brenner è un personaggio della serie televisiva E.R. - Medici in prima linea, interpretato da David Lyons.

## Storia del personaggio
Simon Brenner fa la sua prima apparizione nell'episodio Cuore infranto, mostrando il suo risveglio al fianco di due donne, la mattina stessa in cui deve iniziare il suo primo turno al pronto soccorso.
Affascinante e spocchioso, Brenner si dimostra sin dall'inizio un valido medico, ma poco disponibile a condividere la sua conoscenza e a insegnare ai nuovi tirocinanti. Ben presto attira su di sé le antipatie dei colleghi, che non apprezzano il suo atteggiamento da strafottente e da playboy. Le cose peggiorano quando si scopre che è il nipote del dottor Donald Anspaugh e quindi viene visto come un raccomandato.
Nel corso della quindicesima stagione, Brenner mostrerà sempre di più il suo lato umano, dimostrandosi un ottimo medico sia in campo pratico sia con il trattamento dei pazienti. Dapprima sprezzante con le donne, modifica il suo atteggiamento. Dopo aver "dormito" con la dottoressa  Neela Rasgotra i due mantengono una relazione fatta di stima e interesse. Pur continuando a cercarsi, però, il loro rapporto non sfocerà mai in un rapporto sentimentale serio. 
Nell'ottavo episodio della quindicesima stagione, L'età dell'innocenza, viene rivelato che il dottor Brenner è stato molestato da bambino da un amico di sua madre, quando aveva dieci anni. Il dottor Morris si propone di aiutarlo, ma egli preferisce gestire la cosa a modo suo. Neela scoprirà questa parte della sua vita dal dott. Morris e rimarrà sconvolta di non essere stata messa a parte della cosa prima e che Simon Brenner non le abbia chiesto aiuto. Questo sarà uno dei motivi, se non il più importante, per cui la loro relazione non è riuscita a prendere il volo. 